# 棚の隅
『棚の隅』（たなのすみ）は、2006年製作の日本映画。

## 概要
直木賞作家連城三紀彦原作の同名の短篇小説を大杉漣主演で映画化したもの。かつて夫婦だった中年の男女が再び出会い、互いに新たなスタートを切るまでを淡々とした生活の描写の中に綴る。
当時、自主映画活動しかなかったプロデューサー小池和洋が、原作者に直接交渉して映画化権を取得した。第2回水戸短編映画祭で「ささやかなこころみ」がグランプリを受賞し、自主映画の監督としては高く評価はされていながら一般映画の経験がまだなかった門井肇監督と、テレビでは活躍していたが映画ではまだ脚本を書いたことがなかった浅野有生子の3人で、5年の準備期間をかけて作られた。
作品は、直接制作費500万。宣伝費や興行費を含めても1000万程度という破格の低予算で製作されたのが逆に話題となり、結果的には全国10館以上で興行される。
2007年のモントリオール世界映画祭に正式参加作品として招待されている。

## ストーリー
小さなおもちゃ店を経営する康雄（大杉漣）。彼の前に、ある日ふと現れた女が、棚の隅にある売れ残ったおもちゃを買って帰る。彼女こそ、八年前に自分と幼い息子（今井悠貴）を捨てて出て行った前妻（内田量子）だったのである。保険外交員としてこの地区を担当することになった彼女は、あいさつに立ち寄ったと言い、その後もたびたび現れては売れ残りのおもちゃを買っていくのであった。現在は秀子（渡辺真起子）と再婚し、幼い息子も後妻に懐き、幸せに暮らす康雄だが一方、店は経営難に陥っていて康雄もふがいない。我が子に強い想いを抑えきれない擁子は、再びその後も店へと立ち寄り、康雄も心の揺れを感じはじめる。そこで彼は、彼女に一つの提案をするのであった。

## キャスト
- 宮田康雄（大杉漣）
おもちゃ屋の店長
- 岡崎擁子（内田量子）
保険外交員。前妻
- 宮田秀子（渡辺真起子）
現在の妻
- 進藤亮介（榊英雄）
擁子の彼氏
- 宮田毅（今井悠貴）
前妻との子供
- 玩具問屋店主（徳井優）
- 三浦なるみ（今宿麻美）
- 佐藤信次（江道信）

## スタッフ
- 原作：連城三紀彦「棚の隅」（コスミック出版刊）
- 企画統括：小池和洋
- 脚本：浅野有生子
- 協力プロデューサー：赤間俊秀
- 撮影：鈴木一博
- 照明：上妻敏厚
- 美術：井上心平
- 録音：高田伸也
- 音楽：延近輝之
- 主題歌：橘いずみ
- 助監督：原桂之介
- 編集：金子尚樹
- 監督：門井肇
- 協力：武藤起一事務所・ニューシネマワークショップ・財団法人相模原市産業振興財団・NPO法人日野映像支援隊・相模台商店街連合会
- 技術協力：日本ビクター
- 製作：吉田侑／小池和洋／佐々木英夫／内山秀俊／関佳史／松本宏／青柳洋治／波多美由紀／細井俊介／江副純夫
- 製作：リトルバード／エイディーエム／アトゥー／tvk／テレ玉／チバテレビ／三重テレビ／KBS京都／サンテレビ
- 制作・配給：リトルバード